# Trullögrundet
Trullögrundet är en ö i Finland. Den ligger i Bottenviken och i kommunen Karleby i den ekonomiska regionen  Karleby i landskapet Mellersta Österbotten, i den nordvästra delen av landet. Ön ligger omkring 13 kilometer norr om Karleby och omkring 430 kilometer norr om Helsingfors.
Öns area är 17,9 hektar och dess största längd är 0,9 kilometer i sydöst-nordvästlig riktning. I omgivningarna runt Trullögrundet växer i huvudsak blandskog.